# Brachystelma stellatum
Brachystelma stellatum là một loài thực vật có hoa trong họ La bố ma. Loài này được E.A.Bruce & R.A.Dyer mô tả khoa học đầu tiên năm 1954.